# Elegansovella elegans
Elegansovella elegans es una especie de arácnido del orden Mesostigmata de la familia Uropodidae.

## Distribución geográfica
Se encuentra en el Archipiélago Bismarck.